# 중국족제비오소리
중국족제비오소리(Melogale moschata)는 동남아시아에 널리 분포하는 족제비오소리의 일종이다. 국제 자연 보전 연맹(IUCN)이 관심대상 종(LC, Least Concern)으로 분류하고 있다.

## 특징
얼굴의 마스크 무늬가 있어서 대부분의 중동 지역의 다른 족제비과 동물과 구별된다. 굴 또는 바위나 돌 틈에서 살며, 어스름과 밤에 주로 활동한다. 기어오르기를 잘 하며, 먹이는 열매와 곤충 그리고 작은 동물과 벌레 등이다. 위험에 처했을 때 난폭해지며, 항문 분비물을 통해 심한 냄새를 풍긴다.
평균 몸길이는 33~43cm에 꼬리 길이는 15~23cm 정도이다. 인도 북동부부터 홍콩과 대만 그리고 인도차이나 북부를 포함한 중국 남부까지 지역의 초원과 개활지, 열대 우림에서 서식한다.